# Havre – Caumartin (Paris metro)
Havre – Caumartin är en tunnelbanestation i Paris metro för linje 3 och linje 9. Stationen öppnade 1904 för linje 3 och 1923 för linje 9. Station ligger vid Rue de Caumartin och Boulevard Haussmann samt ca 100 meter från gatan Rue du Havre.

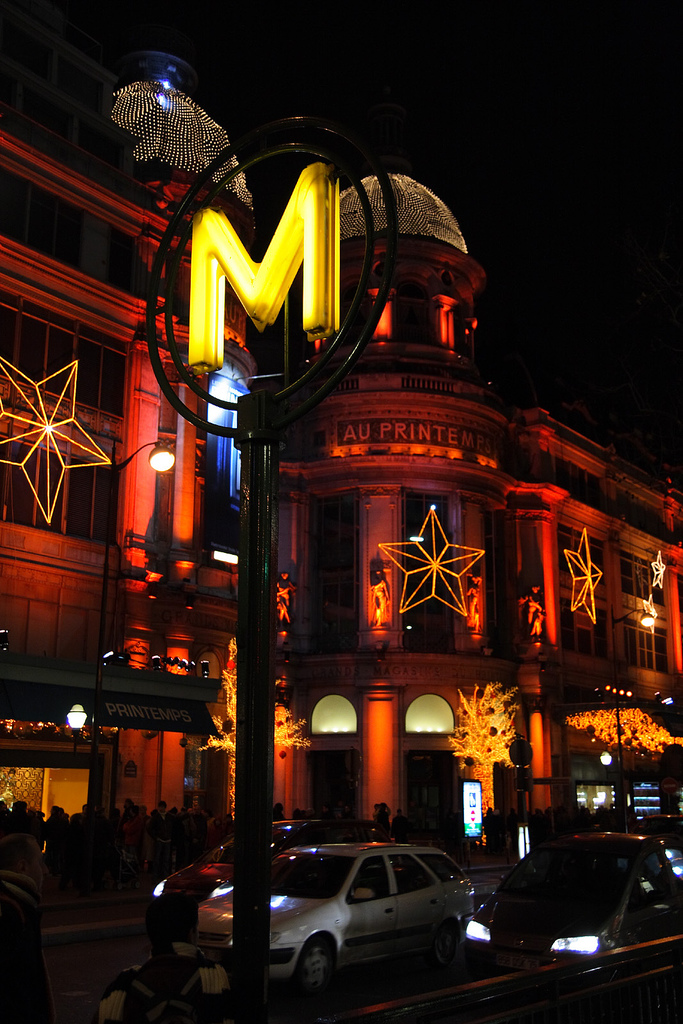
Entrén
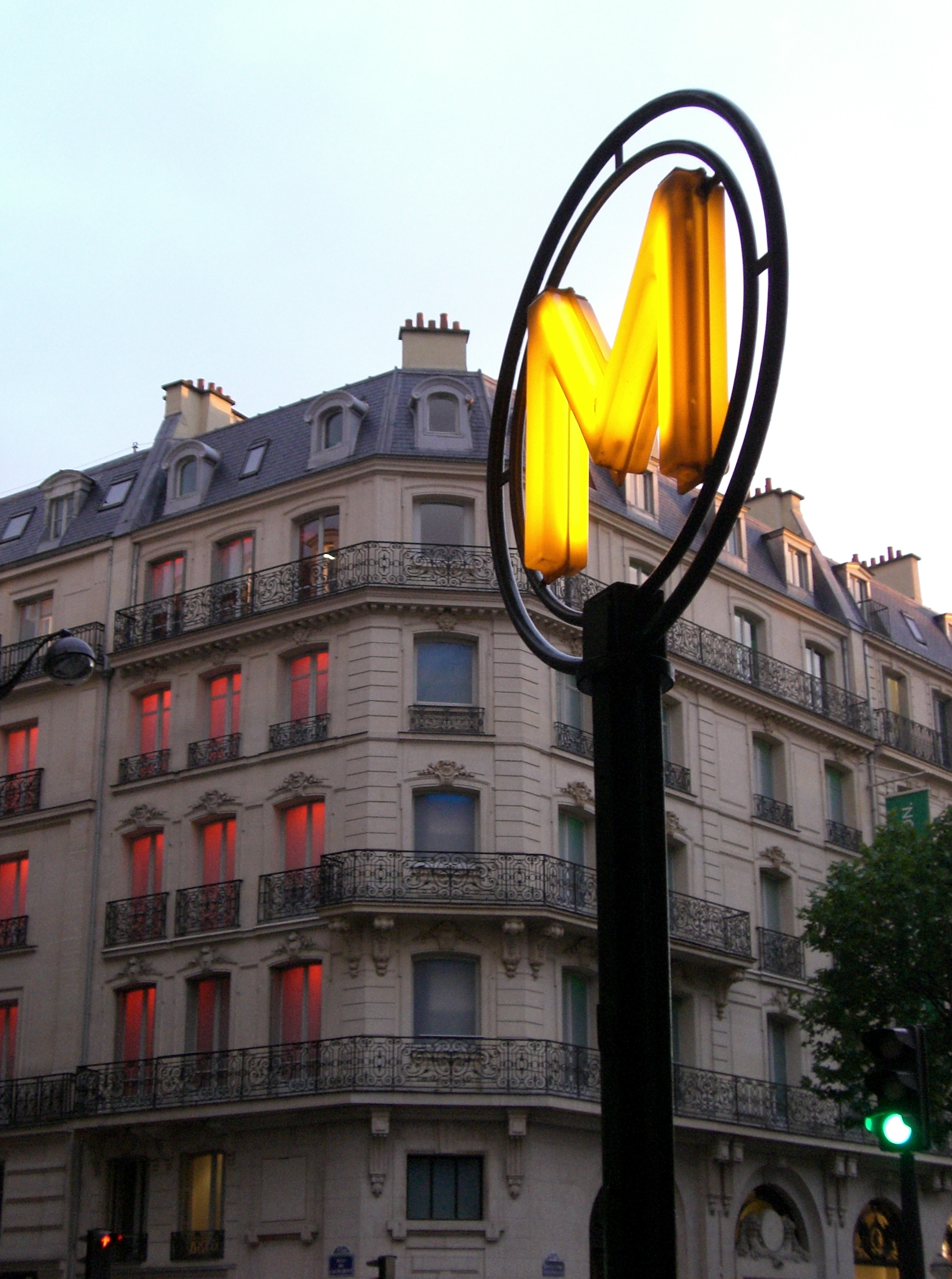
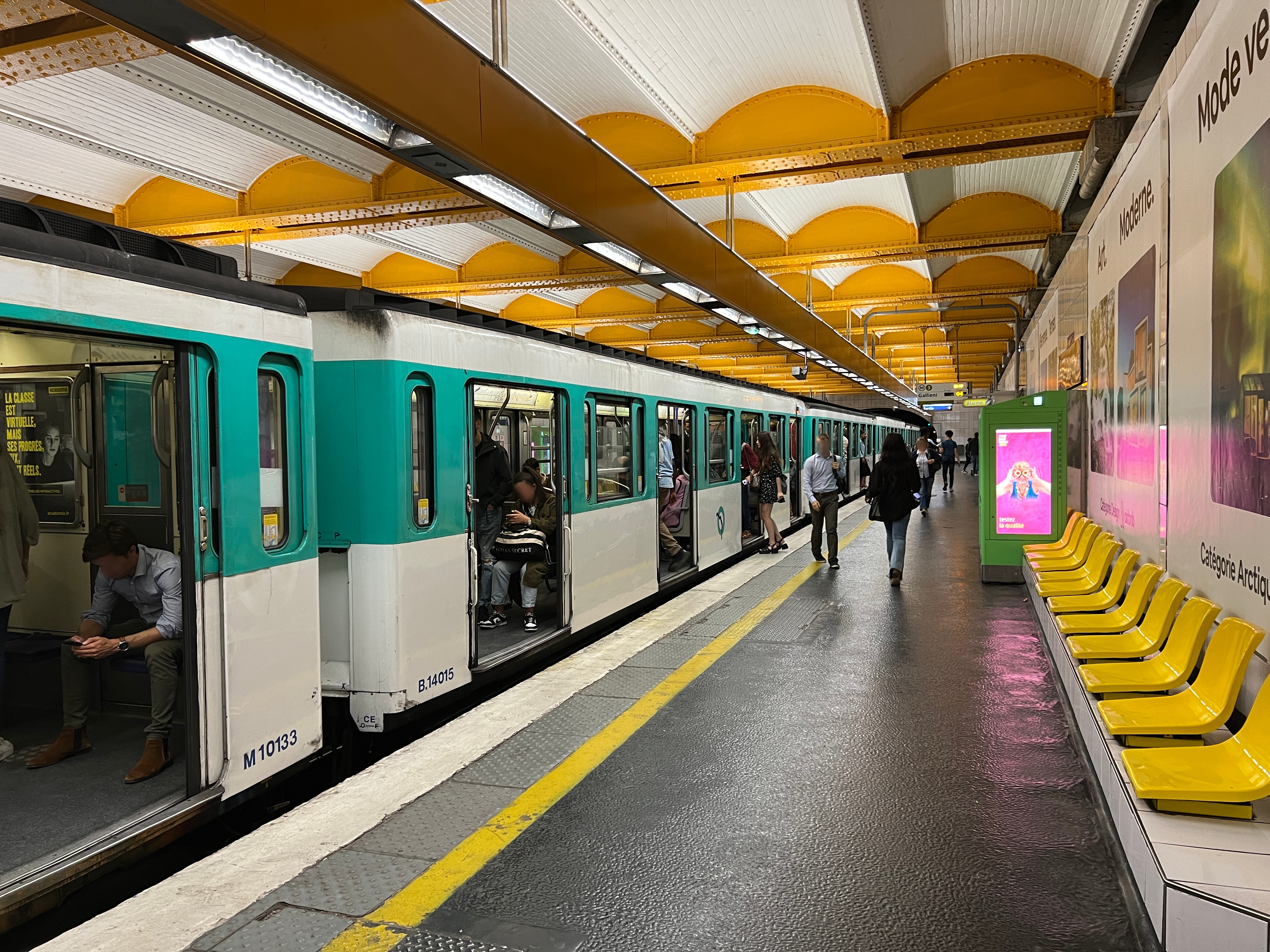
Havre – Caumartin
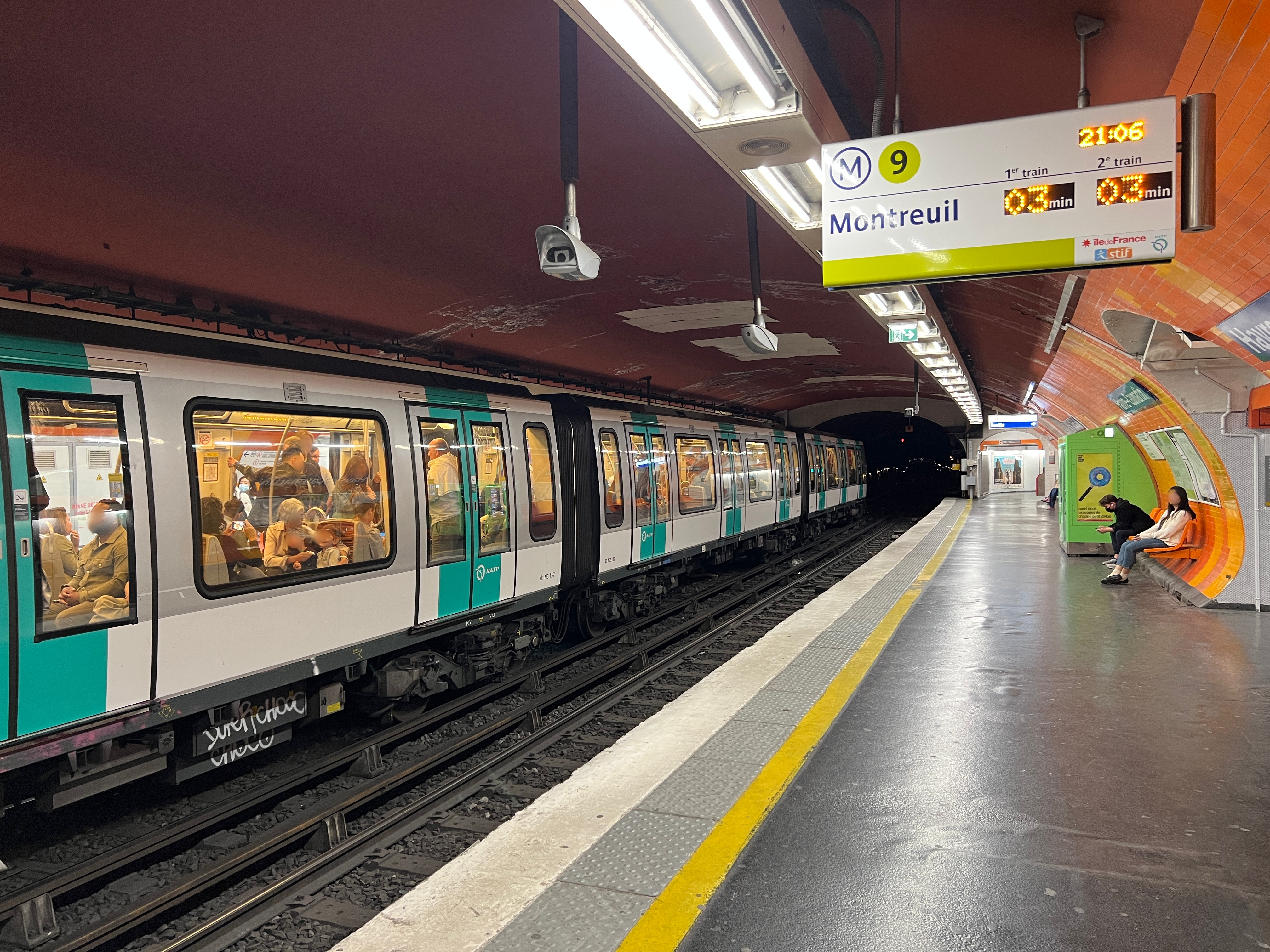
Havre – Caumartin